# Lincoln Mark LT
Le Mark LT est un pick-up du constructeur automobile américain Lincoln commercialisés à partir de mars 2005.